# Дослідження Венери
Дослідження Венери проводяться за допомогою космічних зондів і автоматичних міжпланетних станцій (АМС), а також за допомогою телескопів із Землі.
Першим космічним апаратом, призначеним для вивчення Венери, був радянський «Венера-1» (1961). Після спроби досягнення Венери цим апаратом, до планети скеровували радянські апарати серії «Венера», «Вега», американські «Марінер», «Піонер-Венера-1», «Піонер-Венера-2», «Магеллан», європейський «Венера-експрес», японський «Акацукі».
1975 року космічні апарати «Венера-9» і «Венера-10» передали на Землю перші фотографії поверхні Венери; 1982 року «Венера-13» і «Венера-14» передали з поверхні Венери кольорові зображення. Утім, умови на поверхні Венери такі, що жоден з космічних апаратів не пропрацював на планеті понад дві години.

## Успішні запуски
Список успішних запусків космічних апаратів, які передали відомості про Венеру.
| Країна | Назва             | Запуск     | Примітка |
| ------ | ----------------- | ---------- | --- |
| СРСР   | Венера-1          | 12.02.1961 | Перший проліт повз Венеру. Через втрату зв'язку наукову програму не виконано.                                                                        |
| США    | Марінер-2         | 27.08.1962 | Проліт. Збирання наукової інформації. |
| СРСР   | Зонд-1            | 02.04.1964 | Проліт. Збирання наукової інформації. |
| СРСР   | Венера-2          | 12.11.1965 | Проліт. Збирання наукової інформації. |
| СРСР   | Венера-3          | 16.11.1965 | Збирання наукової інформації. Жорстка посадка. |
| СРСР   | Венера-4          | 12.06.1967 | Атмосферні дослідження і спроба досягти поверхні (апарат роздавлено тиском, про який на той час нічого не було відомо).                              |
| США    | Марінер-5         | 14.06.1967 | Проліт з метою досліджень атмосфери. |
| СРСР   | Венера-5          | 05.01.1969 | Спуск в атмосфері, визначення її хімічного складу.                                                                                                   |
| СРСР   | Венера-6          | 10.01.1969 | Спуск в атмосфері, визначення її хімічного складу.                                                                                                   |
| СРСР   | Венера-7          | 17.08.1970 | Перша м'яка посадка на поверхню планети. Збирання наукової інформації.                                                                               |
| СРСР   | Венера-8          | 27.03.1972 | М'яка посадка. Проби ґрунту. |
| США    | Марінер-10        | 04.11.1973 | Проліт до Меркурія, наукові дослідження. |
| СРСР   | Венера-9          | 08.06.1975 | М'яка посадка модуля і штучний супутник Венери. Перші чорно-білі фотографії поверхні.                                                                |
| СРСР   | Венера-10         | 14.06.1975 | М'яка посадка модуля і штучний супутник Венери. Перші чорно-білі фотографії поверхні.                                                                |
| США    | Піонер-Венера-1   | 20.05.1978 | Штучний супутник, радіолокація поверхні. |
| США    | Піонер-Венера-2   | 08.08.1978 | Входження в атмосферу, наукові дослідження. Єдиний спусковий апарат США, який передав дані з поверхні Венери. Працював протягом 68 хв після посадки. |
| СРСР   | Венера-11         | 09.09.1978 | М'яка посадка модуля, проліт апарата. |
| СРСР   | Венера-12         | 14.09.1978 | М'яка посадка модуля, проліт апарата. |
| СРСР   | Венера-13         | 30.10.1981 | М'яка посадка модуля. Перший запис звуку на поверхні і перше передання кольоровогопанорамного зображення.                                            |
| СРСР   | Венера-14         | 04.11.1981 | М'яка посадка модуля. Передання кольорового панорамного зображення.                                                                                  |
| СРСР   | Венера-15         | 02.06.1983 | Штучний супутник Венери, радіолокація. |
| СРСР   | Венера-16         | 07.06.1983 | Штучний супутник Венери, радіолокація. |
| СРСР   | Вега-1            | 15.12.1984 | Дослідження атмосфери зондом-аеростатом, проліт апарата до комети Галлея.                                                                            |
| СРСР   | Вега-2            | 21.12.1984 | Дослідження атмосфери зондом-аеростатом, проліт апарата до комети Галлея.                                                                            |
| США    | Магеллан          | 04.05.1989 | Штучний супутник Венери, детальна радіолокація. |
| США    | Галілео           | 18.10.1989 | Проліт мимо на шляху до Юпітера, наукові дослідження.                                                                                                |
| США    | Кассіні — Гюйгенс | 15.10.1997 | Проліт мимо на шляху до Сатурна. |
| США    | Мессенджер        | 03.08.2004 | Проліт мимо на шляху до Меркурія, фото здалека. |
| ЄКА    | Венера-експрес    | 09.11.2005 | Штучний супутник Венери, радіолокація південного полюса.                                                                                             |
| Япония | Акацукі           | 21.05.2010 | Штучний супутник Венери. |

## Невдалі запуски

### СРСР
- Космос-21 (1963) — АМС Венера-63A програми «Венера»; не вийшла на траєкторію польоту до планети
- Космос-24 (1963) — АМС Венера-64B програми «Венера»; не вийшла на траєкторію польоту до планети
- Космос-96[en] (1963) — АМС Венера-65B програми «Венера»; не вийшла на траєкторію польоту до планети
- Космос-167[en] (1967) — АМС Венера-67A програми «Венера»; не вийшла на траєкторію польоту до планети
- Космос-359 (1970) — АМС Венера-70A програми «Венера»; не вийшла на траєкторію польоту до планети
- Космос-482 (1972) — АМС Венера-72A програми «Венера»; не вийшла на траєкторію польоту до планети[3].

## Заплановані
Роскосмос планує надіслати станцію «Венера-Д» зі супутником планети і більш живучим зондом, який повинен пропрацювати на поверхні планети не менше місяця, а також комплексу «Венера-Глоб» з орбітального супутника і декількох спускових модулів.